# Легат Радивоја Додића
Легат Радивоја Додића је посебна библиотека целина Градске библиотеке "Карло Бијелицки" у Сомбору који је основан 2001. године.

## Живот и каријера дародавца
Радивој Додић рођен је 1917. године.
Био је директор сомборске Економске школе у четири мандата и члан Савета Економског факултета у Београду и Суботици. Био је градоначелник Сомбора и дугогодишњи посланик Републичке скупштине. 
Његовим залагањем настала су вредна здања и институције сомборског школства, културе, здравства, спорта и других значајних области јавног живота. 
Поред многих вредних дела урађених за Сомбор и Сомборце заслужан је за доделу зграде у улици Краља Петра I сомборској библиотеци.

## Историјат формирања легата
Радивој Додић је 2001. године Градској библиотеци "Карло Бијелицки", поклонио своју имовину за формирање и рад Добротворног фонда Радивоја и Мирјане Додић и своју кућну библиотеку, коју чине публикације из области светске и домаће књижевности, остварења из различитих сфера науке и уметности, стручне литературе, енциклопедија, референсне литературе, стручне периодичне публикације, као и дела на енглеском језику.
Новчани износ од 45.000 евра, добијен од продаје поклоњене веће породичне куће и породичног стана са гаражом искоришћен је за доградњу, реконструкцију и адаптацију ентеријера и екстеријера зграда Библиотеке у улици Краља Петра I број 11 и у улици Трг цара Лазара број 3, као и за модернизацију пословања библиотечких одељења набавком савремене опреме.

## О легату
Легат Радивоја Додића садржи 1.040 јединица библиотечко-информационе грађе које су заведене у посебној књизи инвентара, као и пет уметничких слика.
Израђен је лисни алфабетски (абецедни) и стручни каталог.
Дародавац је публикације означио печатом са својим именом.
Легат је смештен по текућем броју (numerus currens) у Читаоници на Научном одељењу.

## Галерија
- Легат Радивоја Додића
- Легат Радивоја Додића
- Легат Радивоја Додића
- Легат Радивоја Додића
- Књига инвентара